# یواس‌اس جورج ای جانسون (دی‌ای-۵۸۳)
یواس‌اس جورج ای جانسون (دی‌ای-۵۸۳) (به انگلیسی: USS George A. Johnson (DE-583)) یک کشتی بود که طول آن 306 feet بود. این کشتی  در سال ۱۹۴۴ ساخته شد.